# Zambia i olympiska sommarspelen 2000
Zambia deltog i de olympiska sommarspelen 2000 med en trupp bestående av åtta deltagare, sex män och två kvinnor, men ingen av landets deltagare erövrade några medaljer.

## Boxning
Flugvikt
- Kennedy Kanyanta
  1. Första omgången - Förlorade mot Bulat Jumadilov (KAZ) på poäng

Weltervikt
- Ellis Chibuye
  1. Första omgången - Förlorade mot Roberto Guerra Rivera (CUB) på poäng

## Friidrott
Damernas 1 500 meter
- Chungu Chipako
  1. Omgång 1 - 03:49.79 (gick inte vidare)

Damernas 5 000 meter
- Sam Mfula Mwape
  1. Omgång 1 - 13:41.72 (gick inte vidare)

Damernas 400 meter häck
- Samuel Matete
  1. Omgång 1 - 48.98
  2. Semifinal - 48.98 (gick inte vidare)

Herrarnas 400 meter
- Lilian Bwalya
  1. Omgång 1 - 54.77 (gick inte vidare)